# Coppa Italia 1922
Die Coppa Italia der Saison 1922 fand vom 2. April 1922 bis zum 16. Juli 1922 statt. Im Finale standen sich der FC Vado und Udinese Calcio in Vado Ligure gegenüber. Schiedsrichter der Begegnung war der Italiener Pasquinelli. Der FC Vado gewann das Spiel mit 1:0 nach Verlängerung und wurde damit Coppa Italia Sieger 1922. Es war der erste Pokalsieg in der Vereinsgeschichte des FC Vado.

## 1. Runde
|                       | Ergebnis  |                         |
| --------------------- | --------- | ----------------------- |
| AC Fanfulla           | 2:0       | AC Libertas Mailand     |
| AS Vercellesi Erranti | 0:1       | US Torinese             |
| Audace Livorno        | 1 0:2 1   | SC Molassana Boero      |
| AC Crema              | 4:1       | AS Codogno              |
| CS Trevigliese        | 0:1 n. V. | Saronno Calcio          |
| FC Vado               | 4:3 n. V. | Fiorente FC Genua       |
| Juventus Turin        | 2:0       | FC Enotria              |
| AS Lucchese Libertas  | 9:0       | Club Sportivo Firenze   |
| SPES Genua            | 0:1       | Speranza Savona         |
| SS Casalecchio        | 1 0:2 1   | Carpi FC                |
| Udinese Calcio        | 4:0       | US Feltrese             |
| Forlì FC              | 3:0       | US Mantovana            |
| US Novese             | 6:0       | GS Aeronautica Turin    |
| US Rivarolese         | 2:0       | FS Sestrese Calcio 1919 |
| US Triestina          | 4:2       | AS Edera Trieste        |
| Valenzana Calcio      | 2:1       | Pastore Turin           |
| SEF Virtus Bologna    | 1:0       | FC Parma                |

## 2. Runde
|                      | Ergebnis |                    |
| -------------------- | -------- | ------------------ |
| AC Fanfulla          | 1:4      | US Novese          |
| AC Crema             | 1:2      | Speranza Savona    |
| FC Vado              | 5:1      | SC Molassana Boero |
| Juventus Turin       | 3:0      | US Torinese        |
| AS Lucchese Libertas | 5:0      | US Rivarolese      |
| Forlì FC             | 4:0      | FBC Treviso        |
| US Triestina         | 0:3      | Udinese Calcio     |
| Valenzana Calcio     | 1:0      | Saronno Calcio     |
| SEF Virtus Bologna   | 1:0      | Carpi FC           |

## 3. Runde
|                      | Ergebnis |                    |
| -------------------- | -------- | ------------------ |
| AS Edera Trieste     | 0:3      | Udinese Calcio     |
| FC Vado              | 2:0      | Juventus Turin     |
| AS Lucchese Libertas | 4:0      | SEF Virtus Bologna |
| Valenzana Calcio     | 3:0      | Forlì FC           |

## Viertelfinale
|                  | Ergebnis |                      |
| ---------------- | -------- | -------------------- |
| Libertas Florenz | 2:0      | Valenzana Calcio     |
| Pro Livorno      | 0:1      | FC Vado              |
| Speranza Savona  | 1:2      | AS Lucchese Libertas |
| Udinese Calcio   | *2:0*    | US Novese            |

## Halbfinale
|                | Ergebnis  |                      |
| -------------- | --------- | -------------------- |
| FC Vado        | 1:0 n. V. | PS Libertas Florenz  |
| Udinese Calcio | 1:0       | AS Lucchese Libertas |

## Finale
| FC Vado                           | FC Vado | Udinese Calcio | Udinese Calcio |
| --------------------------------- | --- | --- | -------------- |
| FC Vado                           | \| 16. Juli 1922 in Vado Ligure \| \| Ergebnis: 1:0 (0:0) \| \| Schiedsrichter: Luigi Pasquinelli \|                                                            | \| 16. Juli 1922 in Vado Ligure \| \| Ergebnis: 1:0 (0:0) \| \| Schiedsrichter: Luigi Pasquinelli \|                                                                | Udinese Calcio |
| FC Vado                           | Achille Babboni, Lino Babboni, Raimondi, Masio, Enrico Romano, Antonio Cabiati, Roletti, Giovanni Battista Babboni, Marchese, Esposto, Virgilio Felice Levratto | Libero Lodolo, Bertoldi, Ugo Schiffo, Enzo Dal Dan, Barbieri, Gerace, Tosolini, Carlo Melchior, Moretti, Silvio Semintendi, Ligugnana Cheftrainer: György Kanjaurek | Udinese Calcio |
| FC Vado                           | 1:0 Virgilio Felice Levratto (118.) | | Udinese Calcio |
| 16. Juli 1922 in Vado Ligure      | | |                |
| Ergebnis: 1:0 (0:0)               | | |                |
| Schiedsrichter: Luigi Pasquinelli | | |                |